# Ichthyophis glutinosus
Ichthyophis glutinosus é uma espécie de anfíbio gimnofiono. É frequentemente confundida com Ichthyophis orthoplicatus, devido a semelhanças morfológicas em algumas partes da sua distribuição. É endémica do Sri Lanka. Está presente em florestas de folha perene, campos de arroz, plantações de borracha, jardins rurais e quintas, pântanos e pastagens. É uma espécie subterrânea. Pode estar ameaçada localmente por destruição do habitat ou poluição agro-química, mas é de modo geral adaptável e não parece estar significativamente ameaçada.